# Massimo Cavaliere
Massimo Cavaliere (* 21. November 1962 in Neapel) ist ein ehemaliger italienischer Säbelfechter.

## Erfolge
Massimo Cavaliere nahm an den Olympischen Spielen 1988 in Seoul  mit der italienischen Equipe teil, mit der er den dritten Platz belegte und somit die Bronzemedaille erhielt. Neben Cavaliere, dessen einziger Einsatz in der Vorrundenbegegnung gegen Südkorea erfolgte, zählten Gianfranco Dalla Barba, Ferdinando Meglio, Marco Marin und Giovanni Scalzo zum Kader.